# هاگناس
هاگناس (به سوئدی: Häggenås) یک منطقهٔ مسکونی در سوئد است که در بخش اوسترشوند واقع شده‌است. هاگناس ۰٫۷۴ کیلومتر مربع مساحت و ۳۲۰ نفر جمعیت دارد.

## نگارخانه

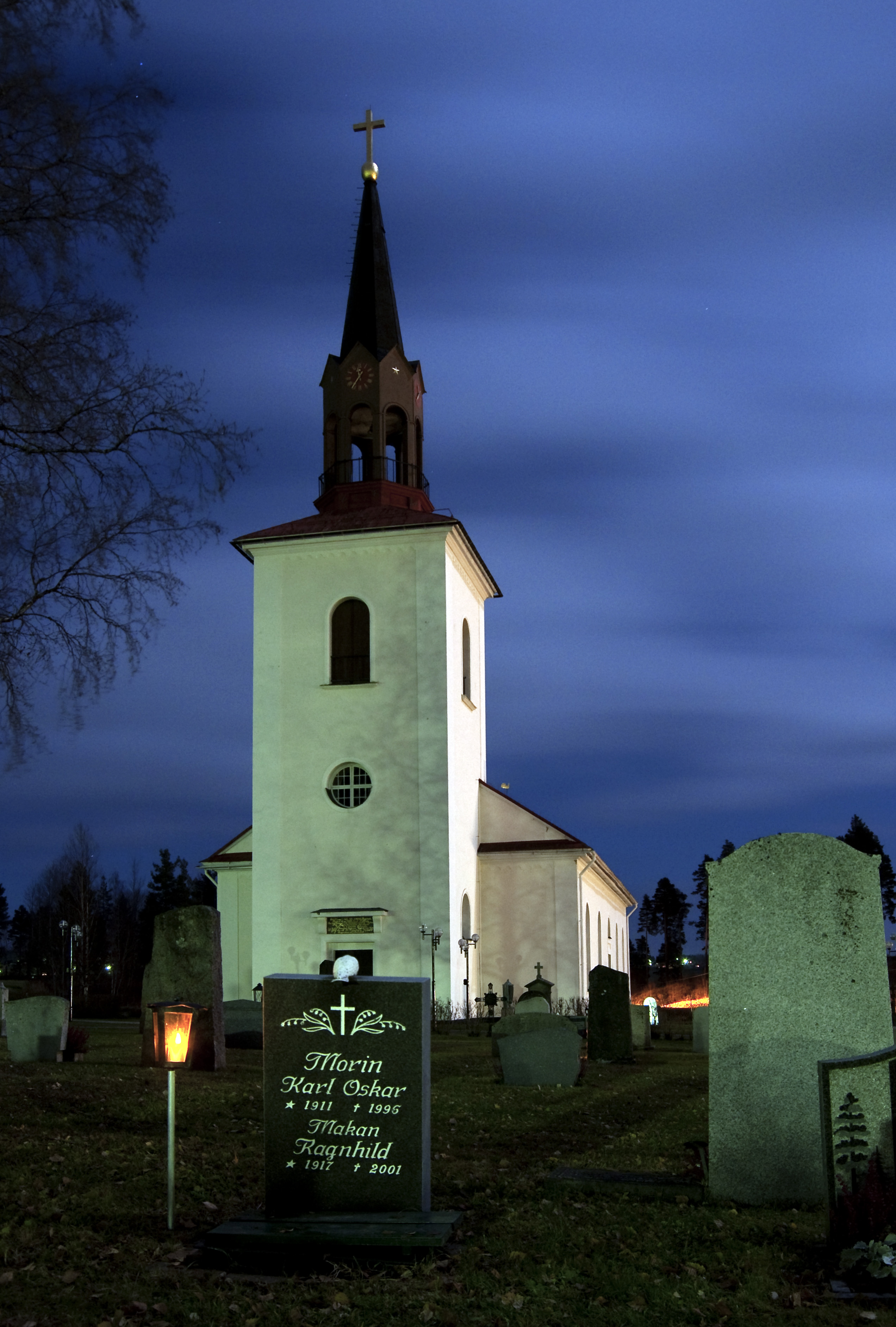
کلیسای هاگناس